# Charaxes dux
Charaxes dux är en fjärilsart som beskrevs av Otto Staudinger 1886. Charaxes dux ingår i släktet Charaxes och familjen praktfjärilar. Inga underarter finns listade i Catalogue of Life.